# Stilbus atomarius
Stilbus atomarius – gatunek chrząszcza z rodziny pleszakowatych.

## Taksonomia
Gatunek ten opisany został po raz pierwszy w 1767 przez Karola Linneusza pod nazwą Silpha atomaria.

## Morfologia
Chrząszcz o ciele owalnym, silnie wysklepionym, długości od 1,8 do 2,2 mm. Wierzch ciała jest wyraźnie mikrorzeźbiony, prawie cały jest lśniąco czarny z rozjaśnionymi wierzchołkami pokryw. Żółtobrązowe czułki mają buławkę o stosunkowo zwartym zestawieniu członów. Przedplecze ma żeberko przy podstawie, a jego kąty tylne w widoku bocznym są rozwarte. Tarczka długością niemal dorównuje szerokości oka. Pokrywy mają pojedynczy rowek przyszwowy oraz mikrorzeźbę złożoną z falistych linii lub siatki nieregularnych wielokątów. Kolor przedpiersia jest czarny. Linie biodrowe na zapiersiu tworzą kąt ostry. Odnóża mają żółtobrązowe ubarwienie.

## Ekologia i występowanie
Owad rozmieszczony od nizin po niższe położenia górskie. Osobniki dorosłe od maja do końca października bytują na roślinach zielnych i trawach. Zimują pod opadłym listowiem i wśród mchów, głównie na skrajach lasów.
Gatunek pierwotnie palearktyczny, w Europie znany Hiszpanii, Wielkiej Brytanii, Francji, Holandii, Niemiec, Szwajcarii, Austrii, Włoch, Danii, Szwecji, Finlandii, Estonii, Polski, Czech, Słowacji, Węgier, Ukrainy, Rumunii, Bośni i Hercegowiny oraz europejskiej części Rosji. Poza tym rozmieszczony w Afryce Północnej i palearktycznej Azji, a ponadto zawleczony do nearktycznej Ameryki Północnej.